# Nobuo Kawakami
Nobuo Kawakami (jap. 川上 信夫 Kawakami Nobuo; ur. 4 października 1947) – były japoński piłkarz, reprezentant kraju.

## Kariera klubowa
Od 1971 do 1978 roku występował w klubie Hitachi.

## Kariera reprezentacyjna
W reprezentacji Japonii zadebiutował w 1970. W reprezentacji Japonii występował w latach 1970-1977. W sumie w reprezentacji wystąpił w 41 spotkaniach.

## Statystyki
| Reprezentacja Japonii | Reprezentacja Japonii | Reprezentacja Japonii |
| Rok                   | Mecze                 | Gole                  |
| --------------------- | --------------------- | --------------------- |
| 1970                  | 4                     | 0                     |
| 1971                  | 1                     | 0                     |
| 1972                  | 8                     | 0                     |
| 1973                  | 5                     | 0                     |
| 1974                  | 5                     | 0                     |
| 1975                  | 9                     | 0                     |
| 1976                  | 8                     | 0                     |
| 1977                  | 1                     | 0                     |
| Razem                 | 41                    | 0                     |